# De Abraham
De Abraham (Su Abramo) è un'opera di Ambrogio di Milano, dottore della Chiesa, scritta intorno al 378; appartiene al gruppo delle opere oratorie ed esegetiche ambrosiane.
L'opera, in due libri, è un commento alla storia di Abramo, narrata nel primo libro della Bibbia, la Genesi.